# Kaufman Astoria Studios
Kaufman Astoria Studios sont des studios basés à New York, dans le quartier d'Astoria dans le borough du Queens, fondés en 1921. Ils dépendaient de Paramount Pictures.

## Historique
Le 8 avril 1994, Lifetime annonce l'agrandissement des Lifetime Astoria Studiosavec un espace de 3 500 pieds carrés (325 m2). Le studio permet alors de produire les jeux télévisés Where in the World Is Carmen Sandiego? de PBS, House of Buggin' (en) de HBO grâce à deux plateaux, l'un de 13 000 pieds carrés (1 208 m2) et l'autre de 26 000 pieds carrés (2 415 m2). Parmi les émissions à succès tournées sur place on peut citer le Cosby Show et Sesame Street.

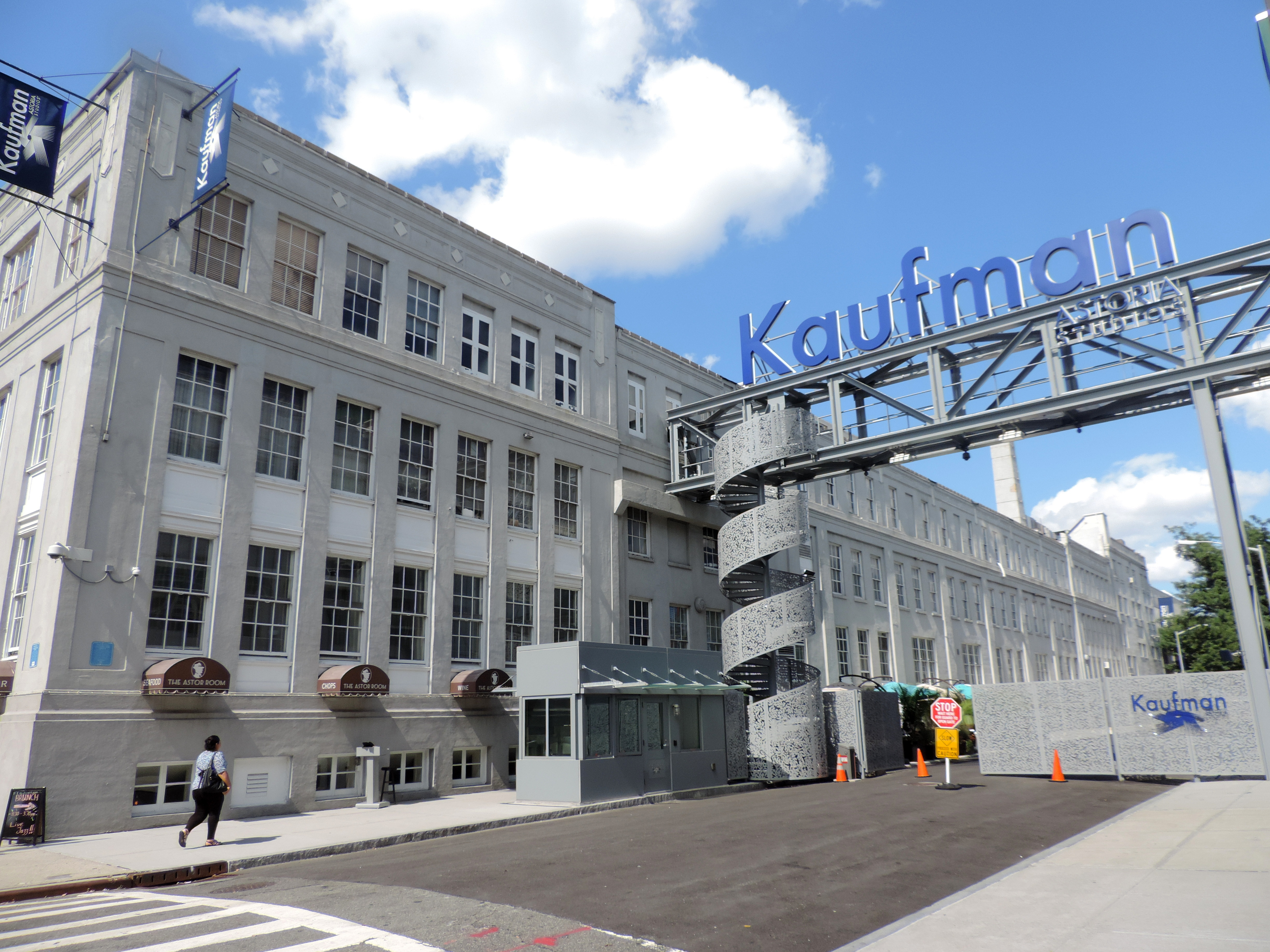
L'ancienne 36th Street, fermée en 2014 pour devenir une partie du studio.